# 五氟化钌
五氟化钌是一种无机化合物，最简式为RuF5。人们很少研究这种绿色的挥发性固体，但是作为钌的二元氟化物，即仅包含钌和氟的化合物而受到关注。它很容易水解。如同五氟化铂的结构，其结构是Ru4F20，为四聚体。在四聚体中，每个钌原子都采用八面体分子构造，并带有两个桥接氟原子配体。